# Isra Hirsi

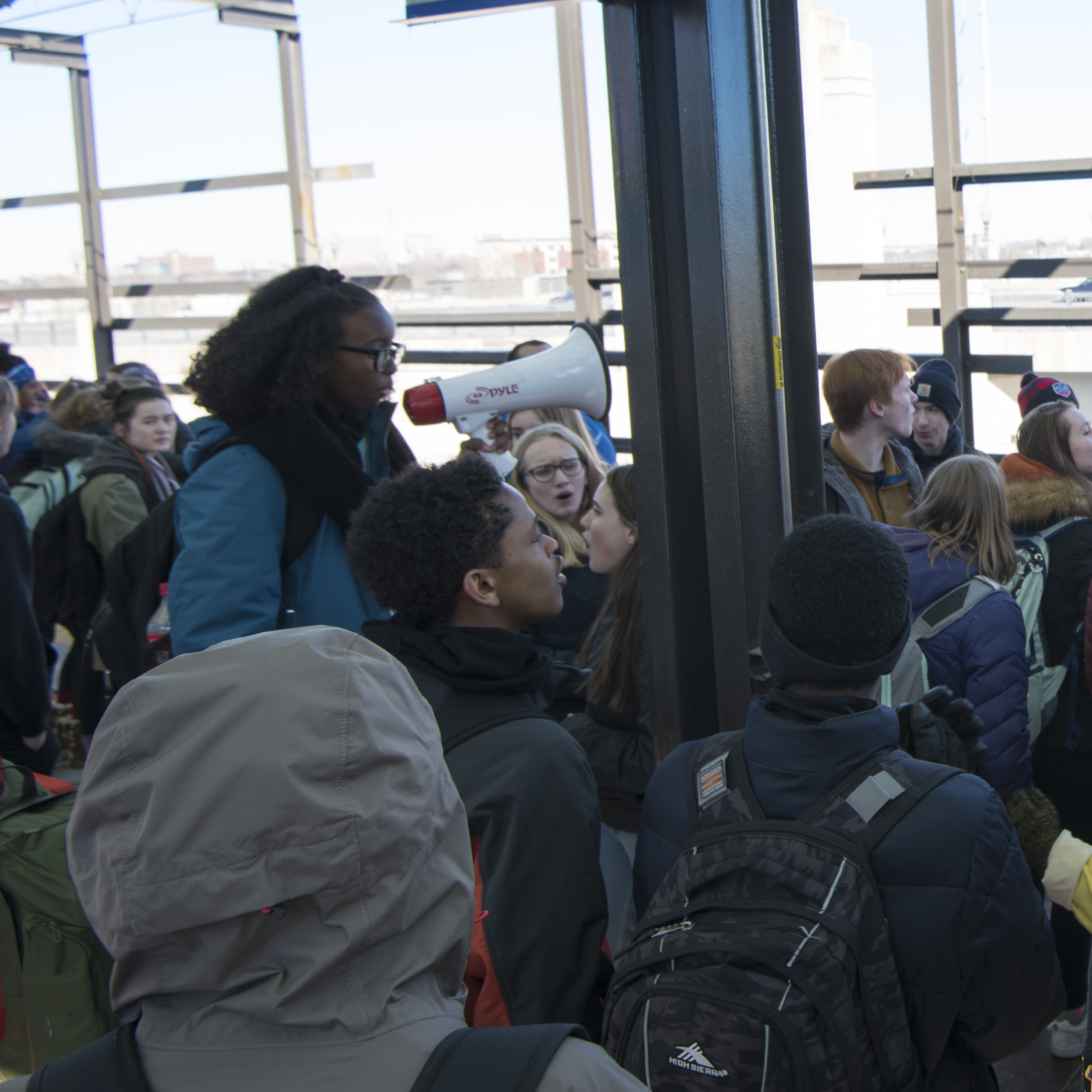
Isra Hirsi protestant en contra de la violència armada l'any 2018.

Isra Hirsi (Minneapolis, 22 de febrer de 2003) és una activista mediambiental nord-americana. Va ser cofundadora i codirectora executiva de la Vaga Climàtica Juvenil dels Estats Units. L'any 2020 va ser inclosa en la llista de política i govern «40 Under 40» de la revista Fortune. És la filla de la congressista nord-americana llhan Omar.

## Trajectòria
Hirsi va néixer el 22 de febrer de 2003 a Minneapolis, Minnesota i és filla de la congressista nord-americana somali Ilhan Omar i d'Ahmed Abdisalan Hirsi. Des de petita, l'Isra tenia l'objectiu d'ajudar a canviar el món. Als 12 anys, va ser una de les participants protestant per fer justícia a Jamar Clark, al «Mall of America». Hirsi va estudiar a «Minneapolis South High School», i es va graduar l'any 2021. Va involucrar-se en l'activisme climàtic després d'unir-se al club mediambiental del seu institut el seu primer any.
Hirsi va coordinar l'organització de centenars de vagues liderades per estudiants arreu dels Estats Units el 15 de març i el 3 de maig de 2019. El gener de 2019, va cofundar la Vaga Climàtica Juvenil dels Estats Units, la branca nord-americana del moviment jove global contra el canvi climàtic, i actualment actua com a codirectora executiva d'aquest grup.
L'any 2019 va guanyar el Premi Brower Youth i el Premi Voice of the Future. L'any 2020, va ser inclosa en la llista «Future 40» de BET.
Des de la tardor del 2021, Hirsi estudia al Barnard College, de la Universitat de Colúmbia.
A les eleccions primàries presidencials del Partit Democràtic el 2020, Hirsi va recolzar el senador Bernie Sanders per president dels Estats Units.

## Publicacions
- Fernands, Maddy; Hirsi, Isra; Coleman, Haven; Villaseñor, Alexandria (March 7, 2019). "Adults won't take climate change seriously. So we, the youth, are forced to strike"
- Hirsi, Isra (March 25, 2019). "The climate movement needs more people like me"